# Triple formació amb gap baixista
Triple formació amb gap baixista (en anglès: Bearish Downside Gap Three Methods) és un patró d'espelmes japoneses que, malgrat l'espelma blanca llarga, indica continuïtat de la tendència baixista doncs l'espelma blanca és solament una presa de beneficis.

## Criteri de reconeixement
1. La tendència prèvia és baixista
2. Es formen dues espelmes negres, amb un fort gap baixista entre elles
3. Al tercer dia es forma una espelma blanca llarga, que obra en el cos de l'anterior i omple el gap previ

## Explicació
Triple formació amb gap baixista és un patró que apareix enmig d'una tendència baixista. Les dues espelmes negres indiquen que la tendència és baixista, i el fort gap evidencia que aquesta és forta. Tot i així el tercer dia s'obre per sobre de l'anterior i es forma un espelma blanca que omple el gap previ. Si la tendència anterior era fortament baixista i s'havia produït sobrevenda, la presa de beneficis que representa l'espelma blanca llarga tan sols serà un intermedi en aquesta tendència. Una variant més potent d'aquest patró és la Faixa amb gap baixista, que no omple el gap i el converteix en un bona resistència.

## Factors importants
És important comprovar que no es produeix un augment significatiu del volum en l'espelma blanca. Malgrat la força dels bears i la presa de beneficis, es suggereix esperar l'endemà per confirmar la continuació de la tendència en forma d'espelma negra amb tancament inferior o obertura amb gap baixista.